# 西非奈氏鱈
西非奈氏鱈，為輻鰭魚綱鱈形目鼠尾鱈科的其中一種，分布於東大西洋幾內亞灣至安哥拉海域，屬深海底棲性魚類，深度329-1261公尺，體長可達25公分，棲息在底層水域，以多毛類及橈腳類為食，生活習性不明，可做為食用魚。